# Bremsteltmot

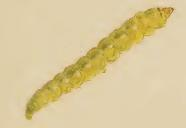
Rups van een bremsteltmot

De bremsteltmot (Micrurapteryx kollariella) is een vlinder uit de familie mineermotten (Gracillariidae). De wetenschappelijke naam is voor het eerst geldig gepubliceerd in 1839 door Zeller.
De soort komt voor in Europa.